# Coppa del Mondo di cricket femminile 1973
La Coppa del Mondo di cricket femminile 1973 fu la prima edizione del torneo mondiale di cricket per donne. Fu disputata dal 20 giugno al 28 luglio 1973 in Inghilterra (con una partita disputata in Galles) e vide la partecipazione di 7 squadre provenienti da 5 nazioni. L'Inghilterra partecipò con due squadre (quella maggiore e quella giovanile composta da giocatrici sotto i 25 anni), Australia, Nuova Zelanda, Giamaica, Trinidad e Tobago e infine una rappresentativa delle migliori giocatrici del resto del mondo chiamata International XI.
La vittoria finale andò alla squadra inglese padrona di casa che si aggiudicò il titolo vincendo tutte le partite. Seconda classificata l'Australia che perse solo con le inglesi.

## Partecipanti
- Inghilterra
- Australia
- Nuova Zelanda
- Giamaica
- Trinidad e Tobago
- International XI
- Inghilterra Under-25

## Formula
Dato il numero ridotto di squadre (soltanto 6) si scelse di optare per un unico girone all'italiana con partite di sola andata.

## Torneo

### Partite
| Data           | Luogo                                                     | In battuta (nel I innings)                   | Al lancio (nel I innings)                     | Risultato |
| -------------- | --------------------------------------------------------- | -------------------------------------------- | --------------------------------------------- | --- |
| 20 giugno 1973 | Kew Green Londra, Inghilterra                             | Giamaica 0/0 (0 overs)                       | Nuova Zelanda 0/0 (0 overs)                   | PARTITA ANNULLATA La pioggia ha cancellato l'incontro Referto                                                                |
| 23 giugno 1973 | Dean Park Bournemouth, Inghilterra                        | Inghilterra Under-25 57/all out (31.3 overs) | Australia 58/3 (21 overs)                     | AUS vince di 7 wickets Referto                                                                                               |
| 23 giugno 1973 | New County Ground Brighton, Inghilterra                   | Inghilterra 258/1 (60 overs)                 | International XI 123/8 (60 overs)             | ENG vince di 135 runs Referto                                                                                                |
| 23 giugno 1973 | Clarence Park St Albans, Inghilterra                      | Nuova Zelanda 197/all out (59.5 overs)       | Trinidad e Tobago 61/all out (31.2 overs)     | NZL vince di 136 runs Referto                                                                                                |
| 30 giugno 1973 | Tring Park Cricket Club Ground Tring, Inghilterra         | Trinidad e Tobago 124/all out (52.4 overs)   | Australia 125/3 (45.3 overs)                  | AUS vince di 7 wickets Referto                                                                                               |
| 30 giugno 1973 | Queen's Park Chesterfield, Inghilterra                    | Nuova Zelanda 136/8 (60 overs)               | International XI 140/8 (59.5 overs)           | International XI vince di 2 wickets Referto                                                                                  |
| 30 giugno 1973 | Gore Court Sittingbourne, Inghilterra                     | Giamaica 124/all out (51.1 overs)            | Inghilterra Under-25 101/all out (57.3 overs) | JAM vince di 23 runs Referto                                                                                                 |
| 4 luglio 1973  | Ealing Cricket Club Londra, Inghilterra                   | Giamaica 97/all out (51.5 overs)             | Trinidad e Tobago 98/8 (48.8 overs)           | TRI vince di 2 wickets Referto                                                                                               |
| 7 luglio 1973  | Hesketh Park Dartford, Inghilterra                        | Australia 137/6 (60 overs)                   | Nuova Zelanda 102/all out (55.3 overs)        | AUS vince di 35 runs Referto                                                                                                 |
| 7 luglio 1973  | Bradford Park Avenue Cricket Ground Bradford, Inghilterra | Inghilterra 191/7 (49 su 49 overs)           | Giamaica 128/9 (49 su 49 overs)               | ENG vince di 63 runs Partita ridotta a 49 overs per parte per pioggia Referto                                                |
| 7 luglio 1973  | Manor Fields Bletchley, Inghilterra                       | Inghilterra Under-25 165/7 (60 overs)        | International XI 151/8 (60 overs) Referto     | ENG U-25 vince di 14 runs Referto                                                                                            |
| 11 luglio 1973 | York Cricket Club York, Inghilterra                       | Australia 195/7 (60 overs)                   | Giamaica 118/all out (56.3 overs)             | AUS vince di 77 runs Referto                                                                                                 |
| 14 luglio 1973 | The Maer Ground Exmouth, Inghilterra                      | Nuova Zelanda 105/7 (35 su 35 overs)         | Inghilterra 34/1 (15 su 15 overs)             | NZL vince di 11 runs Ridotta a 35 overs e poi Innings dell'ENG ridotto a 15 overs, target corretto con run rate Referto      |
| 14 luglio 1973 | Ivanhoe Cricket Club Leicester, Inghilterra               | Giamaica 162/8 (60 overs)                    | International XI 163/5 (55.4 overs)           | International XI vince di 5 wickets Referto                                                                                  |
| 14 luglio 1973 | FP Fenner's Ground Cambridge, Inghilterra                 | Inghilterra Under-25 90/all out (51 overs)   | Trinidad e Tobago 91/5 (38.5 overs)           | TRI vince di 5 wickets Referto                                                                                               |
| 18 luglio 1973 | Valentine's Park Londra, Inghilterra                      | Inghilterra 231/6 (60 overs)                 | Inghilterra Under-25 102/7 (39 su 39 overs)   | ENG vince di 49 runs (regolamento di pioggia) Innings dell'ENG U-25 ridotto a 39 overs, target corretto con run rate Referto |
| 18 luglio 1973 | Aigburth Liverpool, Inghilterra                           | Trinidad e Tobago 115/8 (60 overs)           | International XI 117/3 (42.2 overs)           | International XI vince di 7 wickets Referto                                                                                  |
| 20 luglio 1973 | Wolverhampton Cricket Club Wolverhampton, Inghilterra     | Trinidad e Tobago 59/all out (45.5 overs)    | Inghilterra 62/2 (25.5 overs)                 | ENG vince di 8 wickets Referto                                                                                               |
| 21 luglio 1973 | St Helen's Swansea, Galles                                | International XI 5/1 (4.4 overs)             | Australia 0/0 (0 overs)                       | PARTITA ANNULLATA Sospesa dopo 4.4 per pioggia e non più ripresa Referto                                                     |
| 21 luglio 1973 | The Saffrons Eastbourne, Inghilterra                      | Inghilterra Under-25 174/6 (60 overs)        | Nuova Zelanda 177/7 (58.5 overs)              | NZL vince di 3 wickets Referto                                                                                               |
| 28 luglio 1973 | Edgbaston Cricket Ground Birmingham, Inghilterra          | Inghilterra 279/3 (60 overs)                 | Australia 187/9 (60 overs)                    | ENG vince di 92 runs Referto                                                                                                 |

### Classifica
| Team                 | Pld | W | L | T | NR | A | Pts |
| -------------------- | --- | - | - | - | -- | - | --- |
| Inghilterra          | 6   | 5 | 1 | 0 | 0  | 0 | 20  |
| Australia            | 6   | 4 | 0 | 0 | 1  | 0 | 17  |
| Nuova Zelanda        | 6   | 3 | 2 | 0 | 1  | 1 | 13  |
| International XI     | 6   | 3 | 2 | 0 | 1  | 0 | 13  |
| Trinidad e Tobago    | 6   | 2 | 4 | 0 | 0  | 0 | 8   |
| Giamaica             | 6   | 1 | 4 | 0 | 0  | 1 | 5   |
| Inghilterra Under-25 | 6   | 1 | 5 | 0 | 0  | 0 | 4   |